# Мартін Мучманн
Мартін Мучманн (нім. Martin Mutschmann; 9 березня 1879, Гіршберг, Німецька імперія — 14 лютого 1947, Москва, СРСР) — партійний діяч НСДАП, гауляйтер (27 березня 1925) і рейхсштатгальтер (5 травня 1933) Саксонії, обергруппенфюрер СА (9 листопада 1937).

## Біографія
В 1886 році разом з сім'єю переїхав у Плауен, де закінчив початкову школу в 1893 році. З 1893 по 1896 вивчав комерцію в торговому училищі. Потім працював на текстильних фабриках Плауена, Герфорда і Кельна. C 1901 по 1903 проходив службу в 138-му піхотному полку (3-й Нижньоельзаський). З жовтня 1903 по вересень 1907 року працював начальником відділу і комерційним директором текстильної фабрики в Плауені. 1 жовтня 1907 року заснував фірму «Mutschmann & Eisentraut» і відкрив свою текстильну фабрику. В наступні роки був співзасновником інших компаній.
4 серпня 1914 був призваний на військову службу. З жовтня 1914 року складі 133-го резервного полку на Західному фронті. Був серйозно поранений і госпіталізований в квітні 1916 року. 24 грудня 1916 був визнаний непридатним до військової служби і комісований з армії. Після війни в 1919 році приєднався до Німецького народного союзу оборони і наступу. 5 квітня 1922 року вперше вступив в НСДАП (квиток № 5 346) і був одним з членів-засновників місцевого відділення НСДАП в Плауені, відкритого 31 травня. У жовтні 1922 року приїхав на «Німецький день», організований Німецькою народною спілкою оборони і наступу в Кобурзі, який пізніше переріс у вуличні бої з комуністами.
З 1923 року був ландесфюрером «Народного блоку» в Саксонії, поки діяла заборона НСДАП. В лютому 1925 року реорганізував місцеву структуру НСДАП і 27 березня був призначений гауляйтером Саксонії. За рахунок своїх доходів фінансував політичну діяльність НСДАП. Після зняття заборони з НСДАП 2 червня 1925 року повторно вступає в партію (квиток № 35). 14 вересня 1930 року обраний депутатом Рейхстагу від НСДАП в окрузі Хемніц-Цвіккау. З 15 липня до 9 грудня 1932 року виконував обов'язки ландесінспектора НСДАП в області «Саксонія-Тюрингія».
26 лютого 1933 року виступаючи на мітингу, напередодні підпал Рейхстагу, Мучман заявив: «Потрібна Варфоломіївська ніч! Без цього не обійтися. Націонал-соціалісти будуть напоготові. Ніякого жалю! Сентиментальність недоречна!»
Після призначення 10 березня 1933 року міністр-президентом Манфреда фон Кіллінгера почалася політична боротьба, що тривала два роки. 5 травня 1933 року призначений імперським намісником Саксонії, а також почесним фюрером 100-го штандарту СА в Дрездені. 20 травня 1933 року за особистим розпорядженням Мучмана був заарештований і зазнав тортур колишній міністр внутрішніх справ Саксонії Герман Лібманн, який згодом помер. 28 лютого 1935 року був призначений міністр-президентом Саксонії і егермайстером, будучи пристрасним мисливцем. 23 квітня 1935 року розпорядився заарештувати і депортувати в концтабір Заксенаузен 10 пасторів євангельської церкви, опозиційних режиму.
З 1 вересня 1939 року — імперський комісар оборони 4-го військового округу (зі штаб-квартирою в Дрездені). Під час війни знехтував будівництвом бомбосховищ в Дрездені, однак у дворі своєї вілли на Коменіусштрассе 32 наказав звести залізобетонний бункер. Оскільки Дрезден не піддавався бомбардуванням, в 1943 році серед жителів ходив такий анекдот: «Чому нас досі не бомбили? — Тому, що ми і так достатньо покарані Мучманном.»
14 квітня 1945 року оголосив Дрезден фортецею і наказав «битися до останнього». Після самогубства Адольфа Гітлера оголосив в місті восьмиденний траур.
16 травня 1945 року був затримано місцевою поліцією Теллергойзера (в районі Рудних Гір). За розпорядженням бургомістра він був направлений в місто Аннаберг-Бухгольц на показ жителям міста. Потім був переправлений до Москви, утримувався в Луб'янській в'язниці. У січні 1947 року військовим судом був засуджений до страти. Розстріляний 14 лютого 1947 року.

## Нагороди
- Залізний хрест 2-го класу
- Медаль Фрідріха-Августа
- Нагрудний знак «За поранення» в чорному (1918)
- Почесний знак Кобург (жовтень 1932)
- Золотий партійний знак НСДАП (1933)
- Почесний хрест ветерана війни з мечами
- Генеральний знак гау 1923
- Медаль «У пам'ять 13 березня 1938 року» (1938)
- Медаль «У пам'ять 1 жовтня 1938» (1939)
- Почесний кут старих бійців
- Золотий почесний знак Гітлер'югенду з дубовим листям
- Медаль «За вислугу років у НСДАП» в бронзі, сріблі та золоті (25 років)
- Почесний громадянин міст Райхенбах-ім-Фогтланд і Йоганнгеоргенштадт

## Галерея

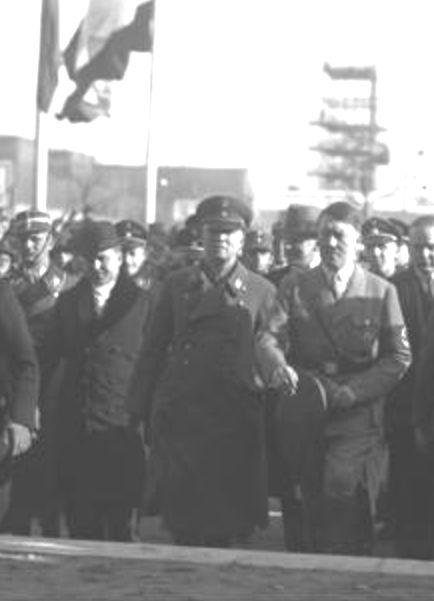
Мучманн (в центрі) з Адольфом Гітлером (Лейпциг, 1934).
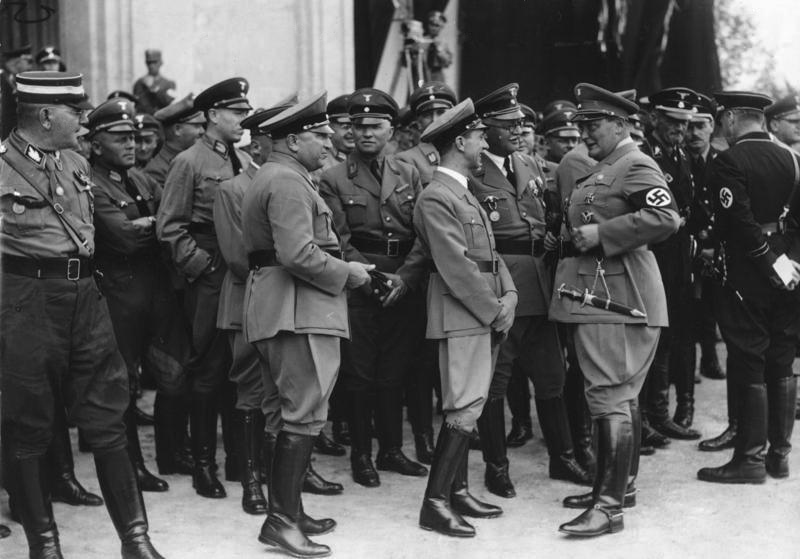
Мучманн (в центрі, між Робертом Леєм і Йозефом Геббельсом) на Імперському з'їзді НСДАП (Нюрнберг, 1937).